# Rhinolophus rouxii
Rhinolophus rouxii is een zoogdier uit de familie van de hoefijzerneuzen (Rhinolophidae). De wetenschappelijke naam van de soort werd voor het eerst geldig gepubliceerd door Temminck in 1835.

## Voorkomen
De soort komt voor in Sri Lanka en van India tot het zuiden van Birma en Vietnam.